# Duló Károly
Duló Károly (Budapest, 1949. február 14. –) filmrendező, címzetes egyetemi docens.

## Pályafutása
Tizenévesen amatőr színjátszó volt, majd színpadi rendező lett. Fizikusi diplomáját (1972) az ELTE Természettudományi Karán szerezte, szociológusként az egyetem bölcsészkarán (1977) végzett, 1983-ban vált bölcsészdoktorrá. 2002: PhD-fokozat, Debreceni Egyetem.
1972 és 1979 között dramaturgi munkát is végző rendezőasszisztensként tevékenykedett a MAFILM népszerű tudományos filmeket készítő stúdiójában. Olyan kiváló mesterek mellett sajátította el a dokumentum- és ismeretterjesztőfilm-készítést, mint Bodrossy Félix, dr. Homoki Nagy István, Kollányi Ágoston, Lakatos Vince. Önálló filmrendezői pályafutása 1975-től datálódik, 1979-től munkahelyi besorolása szerint is az. 1987 és 1994 között a MOVI-ban dolgozott, 1995-től az Uránia Kht. Helios Stúdió vezetője lett, 1997-től pedig az ebből megalakult Új HDF Stúdióé. Közel nyolcvan - köztük több sikeres sorozat- és egyedi - film producere volt; e munkakörében több fiatalt indított pályájára.
Ez ideig mintegy száz dokumentumfilmet forgatott, s ezekkel mintegy harminc hazai és nemzetközi fesztiváldíjat nyert el. Művei értelmi és érzelmi hatásra egyaránt törekszenek. Gyakran indul ki szépirodalmi ihletésből. Érdeklődési köre kiterjed a szorosan vett tudományok mellett a szerves építészetre, a fény, a környezet- és a téralakítás kérdéskörére, az egészséges és fogyatékos gyermekek nevelésére, a művészet- és a kultúrtörténetre. Tematikai repertoárját gazdagította a magyar mezőgazdaság eredményeinek, a kor követelményeihez való igazodásának bemutatása. Maga írja filmjei forgatókönyvét. Mozgóképeinek tartalmát beszédes filmcímek vezetik be. A Vagyok mint minden ember… ismeretterjesztő film a fogyatékos emberekről. Az ember és a  kultúrtáj viszonyával foglalkozik A magunk képére…  Egész estés dokumentumfilm az öngyilkosságról: „Erős karokkal fogjatok le szépen”. A fényesség titkainak tudója portré Zsolnay Vilmosról. Kós Károly munkásságát az Országépítő hozza néző közelbe. A szerző a tényleges lehetőségekkel való gazdálkodás művészetének tartja a filmkészítést. Munkásságát nem az önmegvalósítás, hanem az értékközvetítés jellemzi. Műveivel támpontot és távlatot kínál nézőinek. Elméletileg is foglalkozik dokumentumfilmmel (ezen belül az ismeretterjesztő és az oktatófilmmel is), a digitális mozizás problémakörével, valamint tudomány- és művészetelmélettel. Kezdeményezte a mozgóképes háttérszakmák újraindítását, a területen folyó szakoktatás, utánpótlás alap- és emeltszintű képzésének a praktikumra alkalmazott korszerű koncepcióját. 1994-től a Filmművészek és Filmalkalmazottak Szakszervezetének soros elnöke, 1997-től elnöke. E minőségében képviselte/képviseli a magyar filmművészetet és filmszakmát a nemzetközi fórumokon: egyebek közt Párizsban (1995), Los Angelesben (2003), Szöulban (2004) és Madridban (2007) tartott kiselőadásokat.
Első fotókiállításán választékos visszatükröződéseket, jellemzően szecessziós épület(rész)eket láthatott a közönség — a szubjektív tárgyiasság („színről színre”) és az objektív líraiság („tükör által”) dimenziójában. A következő kollekciója tartalmi-művészeti többletet teremtő fotó-applikációkból építkezett mind a hazai, mind a japán helyszíneken készült felvételeket illetően. Az eredetileg különálló fotók a montázsok által meghatározott kompozíciókon partnerien illenek össze, és éreztetett töredékességük dacára – sőt talán éppen ez által – is megidézik a helyek szellemét.
Első könyvében szokatlan szemszögből veszi sorra a mozgókép formanyelvének és dramaturgiájának eszköztárát: minden egyes összetevőjét abból a szempontból tárgyalja, hogy miben és mennyiben épít a nézőre, miféle befogadói késztetést, milyen mozgásteret jelent számára. „Nem csupán a megismerési és kifejezési formákat, hanem minden egyes emberi alkotást úgy lehet felfogni - olvasható a második, művészetelméleti témájú könyv fülszövegében -, mint közelítő és távolító mozzanatok eredőjét, amelyekben a sajátságos emberit gyakorta éppen a távolságteremtés jelenti.” Harmadik könyve esszé, sok idézettel az analógiákról. Azt a kérdést járja körül, hogy mennyiben segítenek a párhuzamok és az analógiák világunk megismerésében. Döntő fontosságúnak tartván (mindennapjainkban, tudományban, művészetben), hogy képesek legyünk elkülöníteni a felszínes hasonlóságoktól a lényegi azonosságokat. Mindhárom kötetet ábrák, képek illusztrálják. A negyedik könyv filozofikus szépirodalmi munka, melynek olvasója kétszer, kétféle: konfrontált megvilágításban találkozhat a Mózes-i exodus bibliai históriájával. Egyiptomtól az Ígéret földjéig „monitorozza” a negyven esztendőn át bolyongó zsidóságot; felrajzolva e kóborlás talányos anatómiáját. Ötödik könyvében Budapest világvárossá alakulásáról és "magyarul beszélő házairól" vall szövegben és képekben. A Világképek, képvilágok c. kisregényben eredeti és kortársi írásművekre támaszkodó életrajzok révén három sors, három korszak, három világ elevenedik meg. Példák ezek, miszerint a művészet nem pusztán a lélek, a szellem luxusa, hanem létszükséglet, életstratégia és megoldás a mindennapok kihívásaira. Szent Lukács a festészeti munkásságáról szóló apokrif hagyományok alapján vált a festők védőszentjévé. Orvos volt, s utánajárt a Jézusról hallottaknak. Pályáját hivatalnokként kezdte Huang Kung-wang, majd kiábrándulva a mandarinok ügyeskedéseiből, beállt taoista szerzetesnek. Idős korában a kínai tájképfestészet egyik meghatározó alakja lett. Vincent van Gogh lelki betegségeinek kialakulásában, súlyosbodásában szerepet játszhattak csődöt mondó kapcsolatai s anyagi kiszolgáltatottsága, végül öngyilkos lett. Ide vezető útját azonban egyre rangosabb festmények szegélyezik. Az emberrel nem akkor történnek meg a dolgok, amikor megesnek vele: csalódásokat, veszteségeket kellett elviselnie Szabó Lőrincné Mikes Klárának és Leni Riefenstahl filmrendezőnek is. Életük során morálisan vitatható döntésekre kényszerültek. Reálisan megrajzolt életútjuk stációinál lelkületük önvédelmére kitalált példákat mutat be a Védőhálók c. kisregény. A perzsa birodalom egyik fellegvárában kémkedik Dareiosznak, „a Királyok Királyának szeme és füle”. Barátság szövődik közte és Aiszkhülosz között. A Szem a látásra, fül a hallásra szépírás főalakja eljut Perszepoliszba, jelent megbízóinak. Szíve és szelleme, visszaútján a megszülető demokrácia honához: Athénhoz közelíti őt.

## Filmográfia a jelentősebb hazai díjakkal
| - A fény mint hullám — Az optikai rács (1975) - Osztókészülékek (1975) - Bevezetés a bepárlási folyamat irányításába (1975) - Az őszibarack termesztése (1975) - Házszerelés feszítéssel (1976) - Nők az élelmiszeriparban (1976) - Zöldségfélék kettős termesztése (1976) - Zöldségtárolás (1976) - A teljes kép (1976) (Operatőri díj Neményi Ferencnek, Miskolc, 1977) - Elmo tüze újra rejtély (1977) - Villamos motorok karbantartása (1977) - Gépi betakarítású zöldségfélék áruelőkészítése (1977) - A gyermek világa 5. — Figyelj rám (Kis Klárával, 1977) - A gyermek világa 10. — A felfedező játék (1977) - Pneumatikus berendezések alkalmazása a mezőgazdaságban (1977) - Villamos motorok karbantartása (1977) - Több hús olcsóbb takarmányból (1978) (Fődíj, Kecskemét, 1979) - Energia, energiaváltozások (1978) - A szimmetriáról — aszimmetriáról (1978) - A termelési folyamatokban lévő veszteségidők csökkentése (1978) - A termőföld védelmében (1979) (Különdíj, Keszthely, 1980) - Tették, amit kell — Portrévázlatok a magyar mezőgazdaság történetéből (1979) - Vagyok, mint minden ember… (1979) - Az abraktakarmányok gazdaságos felhasználása (1979) - Látni és meglátni (1979) - A termőföld védelmében (1979) - Értelmező próba (1980) - Közcélú munkaerő a mezőgazdaságban (1980) - Személyes kapcsolatok az osztályban (1980) - Az alma gazdaságos hasznosítása (1980) - Osztálytársak (1981) - A trágyakezelés és szennyvízelhelyezés újabb lehetőségei (1981) - Melléktermékből energia (1981) (Fődíj, Vép, 1982) - Minősített növényfajták (1982) - A magunk képére… (1982) - Energiatakarékos sertésistállók (1982) - A külpiac változó feltételeihez igazodva (1983) (Fődíj, Gödöllő, 1984) - Új lehetőség a munkaszervezésben (1983) - Parlagok kincsei (1983) - Találmányok a mezőgazdaságban (1983) - Új lehetőség a munkaszervezésben (1983) - Számítógép-közelben (1983) (II. díj és Különdíj, Gyöngyös, 1983) - Agrokémiai információs és szaktanácsadási rendszer (1984) - Innováció a mezőgazdaságban (1984) - Eredetvédelem a piacokért (1985) - Szervezési újdonságok a mezőgazdaságban (1985) - Védjegyek az élelmiszergazdaságban (1985) | - Tér (1985) - Ember és barlang (Magyarország barlangjai sorozat, 1986) - A múltnak kútja (Magyarország barlangjai sorozat, 1986) - A barlangok fővárosában (Magyarország barlangjai sorozat, 1986) - Kertészeti műszaki újdonságok (1987) - „Sebed a világ” (1987) - A családi otthon biztosítása (1988) - CSÉB-évgyűrű biztosítás (1988) - A természet védelmében (1989) (I. díj, Kecskemét, 1990) - „Erős karokkal fogjatok le szépen” (1989) - A fluidizáció (1989) - Szerelmesklip (1990) - Társastánc (1991) - „Ha valaki házat épít” (1991) - Arcél (1992) - Egy hivatás múltjáról, jelenéről (1992) - Barokkvilág Magyarországon (1994) - Barokk zene barokk képekkel (1994) - Barokk, magyar keretben (1994) (II. díj, Szolnok, 1995) - Tanúfa (1995) - Beavatkozások (1995) - Csodagépezet (1996) - Patikamúzeumok, múzeumpatikák (1996) - Kultúrák keresztútján (1996) - A fényesség titkainak tudója (1996) (II. díj, Szolnok, 1997) - In memoriam Lajta Béla (1996) - Polgársziget (1998) - Festett kazetták világa (1998) - Pénzárverés (Játékelmélet tanulságokkal) (1998) - Mese világ (1998) - Sokszínű egység (1998) - Veled vagy ellened (Játékelmélet tanulságokkal II.) (1999) - Provinciális szecesszió (2000) - Szorítóban — több menetben (Játékelmélet tanulságokkal III.) (2000) - Gigászok arca (2001) - Medgyaszay István (2002) - Védetten…? (2003) - A nemzeti építészet mestere — Lechner Ödön (2003) - Országépítő — Kós Károly (2004) - Aki Torockót választotta — Toroczkai Wigand Ede (2004) - A jövő városa felé — A Vágó fivérek építészete (2005) - Jakab Dezső és Komor Marcell építészete (2006) - Betájolt öröklét (2006) - Városépítő — Bernárdy György (2006) - Mozgó világ (2007) - Árkay Aladár (2008) |

## Producerként kiemelkedő művei
- Bordal I - VI. (Zöldi Istvánnal)
- A Homo Faber-sorozat 3 epizódja (Kis Klárával)

## Fontosabb szerkesztő-rendezői munkák a Duna Televíziónál
- Múltidéző kövek
- Megőrizzük vagy elvesztegetjük?
- A Zsolnay-műhely
- Rétfalvi Sándor szobrász, érdemes művész
- Bachman Zoltán, Kossuth-díjas építőművész
- Pungor Ernő akadémikus
- Kornai János akadémikus

## Fotókiállítások
- Tükör által vs. színről színre (Budapest 2010, Szolnok, 2010)
- Az emlékezet tájain (Budapest, 2011)
- Elágazások és összefonódások (Dunakeszi, 2012) Közös, családi kiállítás (Ildikó lánya festményeivel, Anikó lánya könyvterveivel és megvalósult kiadványaival, Lídia unokája könyveivel, illusztrációival, grafikáival)
- A szél és eső hídjain Kínához közelítve (Dunakeszi, 2012, Budapest, 2013, 2014)

## Könyvek
- A néző filmje (Gondolat Könyvkiadó, Budapest, 2006, 192 o.)
- Közelítő távolítás (Gondolat Könyvkiadó, Budapest, 2007, 151 o.)
- Párhuzamok. Esszé - sok idézettel - az analógiákról (Gondolat Könyvkiadó, Budapest, 2010, 159 o.)
- Kettős látás (Underground Kiadó, Budapest, 2011, 135 o.)
- Budapest színről színre vs. tükör által (Gondolat Könyvkiadó, Budapest, 2014, 176 o.)
- Világképek, képvilágok (Gondolat Könyvkiadó, Budapest, 2015, 156 o.)
- Védőhálók (Gondolat Könyvkiadó, Budapest, 2016, 138 o.)
- Szem a látásra, fül a hallásra (Gondolat Könyvkiadó, Budapest, 2016, 148 o.)
- Lehet másképp (összeállító, Gondolat Könyvkiadó, Budapest, 2017, 120 o.)
- A Janovics forgatókönyv -- Munkanapló (Gondolat Könyvkiadó, Budapest, 2020, 219 o.)
- Amrita Sher-Gil el nem hangzott párbeszédek tükrében (Gondolat Könyvkiadó, Budapest, 2020, 159 o. + képmelléklet)
- Munka - béke - idők (Gondolat Könyvkiadó, Budapest, 2021, 131 o.)
- A csillagok járásával... Szőts István arcképéhez (szerkesztő, Gondolat Könyvkiadó, Budapest, 2022, 203 o.)
- A megöregedésről -- Monet és Renoir (Gondolat Könyvkiadó, Budapest, 2023, 188 o.)
- Pogánykeresztények, keresztény pogányok (Gondolat Könyvkiadó, Budapest, 2024, 236 o.)

## Fontosabb nemzetközi fesztiváldíjak
- A szimmetriáról — aszimmetriáról
  - Különdíj (VIII. Nemzetközi Tudományos és Technikai Filmfesztivál, Katowice, 1979)
- Több húst olcsóbb takarmányból
  - Bronz torony-díj (5. Nemzetközi Agrár Filmszemle, Zaragoza, 1979)
- Parlagok kincsei
  - Különdíj (I. Nemzetközi Agrár Film- és Videoszemle, Kecskemét, 1984)
- Számítógép-közelben
  - II. díj (Fiatal Feltalálók Világkiállítása, Plovdiv, 1985)
- A barlangok fővárosában
  - I. díj (X. Barlangtani Világkongresszus, Budapest, 1989)
- Sokszínű egység
  - Fődíj (Millenniumi Képzőművészeti Filmszemle, Szolnok, 2000)

## Kitüntetései
- Balázs Béla-díj (1990)
- Petzval József-emlékérem (2008)
- Apáczai Csere János-díj (2010)
- Eötvös József-emlékérem (2013)